# Kalibar
Kalibar oder Kaleybar (persisch کلیبر) ist eine Stadt in der Provinz Ost-Aserbaidschan im Nordwesten Irans. Im Jahr 2006 hatte Kalibar hochgerechnet 9.030 Einwohner.
Kalibar liegt auf einer Höhe von etwa 1240 Metern.
Bei Kalibar liegt das Schloss des Babak.